# Тамвелиус, Артур Густавович
Артур Тамвелиус (1907, Эстляндская губерния, Российская империя — 1959, Швеция) — архитектор водонапорной башни в Инте, главной достопримечательности города.

## Биография

Водонапорная башня на гербе города Инта с 1982 г.

Балтийский швед. Родился на мызе Кольк, Эстляндская губерния, Российская империя (ныне уезд Харьюмаа, Эстония).
Торговый работник. Арестован НКВД 17 марта 1944 года. Перед арестом работал в городе Реж Свердловской области.
Приговорен Особым Совещанием при НКВД СССР 22 июля 1944 года по ст.ст. 58-11 ч.2, 58-11, 58-6 УК РСФСР по обвинению в шпионаже к 20 годам лишения свободы. Срок отбывал в Особом Минеральном лагере (г. Инта, Коми АССР). Находился в разных лагпунктах и отделениях.
Как художник оформлял спектакли лагерного театра. В начале 1950-х художник-декоратор в стройуправлении Инты, оформлял Центральный клуб.
Автор проекта водонапорной башни (1953—1954), а также проектов оформления поликлиники, почты, магазинов и ряда жилых домов в Инте.
В 1956 вместе с другими заключенными-иностранцами переведен в Дубровлаг (Мордовия). Освобожден 26 августа 1956 года решением Комиссии при ПВС СССР.
Уехал в Швецию. Умер в 1959 году. Посмертно реабилитирован в 1991 году.
В настоящее время водонапорная башня выведена из эксплуатации, в ней открыт музей истории политических репрессий.